# Xiangfu
Xiangfu (chinesisch 祥符区, Pinyin Xiángfú Qū) ist ein Stadtbezirk der bezirksfreien Stadt Kaifeng in der chinesischen Provinz Henan. Er hat eine Fläche von 1.302 km² und zählt 667.800 Einwohner (Stand: Ende 2018). Sein Hauptort ist die Großgemeinde Chengguan (城关镇). Xiangfu ist aus dem Kreis Kaifeng hervorgegangen, der am 9. September 2014 aufgelöst wurde.

## Administrative Gliederung
Auf Gemeindeebene setzt sich Xiangfu aus sechs Großgemeinden und neun Gemeinden zusammen. 